# Fatmir Koçi
Fatmir Koçi (ur. 30 listopada 1959 w Tiranie) – albański reżyser, scenarzysta i producent filmowy. 

## Życiorys
W 1982 ukończył studia na wydziale dramatu Instytutu Sztuk w Tiranie i podjął pracę w Studiu Filmowym Nowa Albania jako asystent reżysera. W latach 1987–1989 odbył studia podyplomowe z zakresu reżyserii filmowej. W roli reżysera filmowego zadebiutował w 1988 komedią obyczajową Babai i studentit. W swoim dorobku ma osiem filmów fabularnych, do sześciu z nich napisał scenariusze. Był producentem filmu Tirana, rok zerowy. Ten ostatni film przyniósł mu szereg nagród na międzynarodowych festiwalach filmowych w Montrealu i Kolonii, Złotego Aleksandra na Festiwalu Filmowym w Salonikach, a także nagroda za scenariusz na festiwalu w Namurze.
Kieruje firmą producencką KKoci Production. Należał do grona założycieli i wykładowców pierwszej albańskiej szkoły filmowej (prywatnej) - Akademii Filmowej i Multimedialnej Marubi.
Jest żonaty, ma córkę.

## Filmy fabularne
- 1988: Babai i studentit
- 1988: Nje i trete (Jedna trzecia)
- 1989: Lumi qe nuk shteron
- 1994: Nekrologji
- 1998: The Golden icecream
- 2001: Tirana, année zéro
- 2007: Time of the Comet
- 2013: Amsterdam Express
- 2017: Elvis Walks Home
- 2022: Shkelqimi dhe renia e shokut Zylo

## Autor scenariuszy
- 1988: Babai i studentit
- 1994: Nekrologji
- 1998: The Golden icecream
- 2001: Tirana, année zéro
- 2007: Time of the Comet
- 2013: Amsterdam Express